# 韓國海洋大學
韓國海洋大學（韓語：한국해양대학교）是一所位於韓國釜山廣域市影島區的国立大學。學校創建於1945年，但其歷史可以追溯到1919年。

## 概要

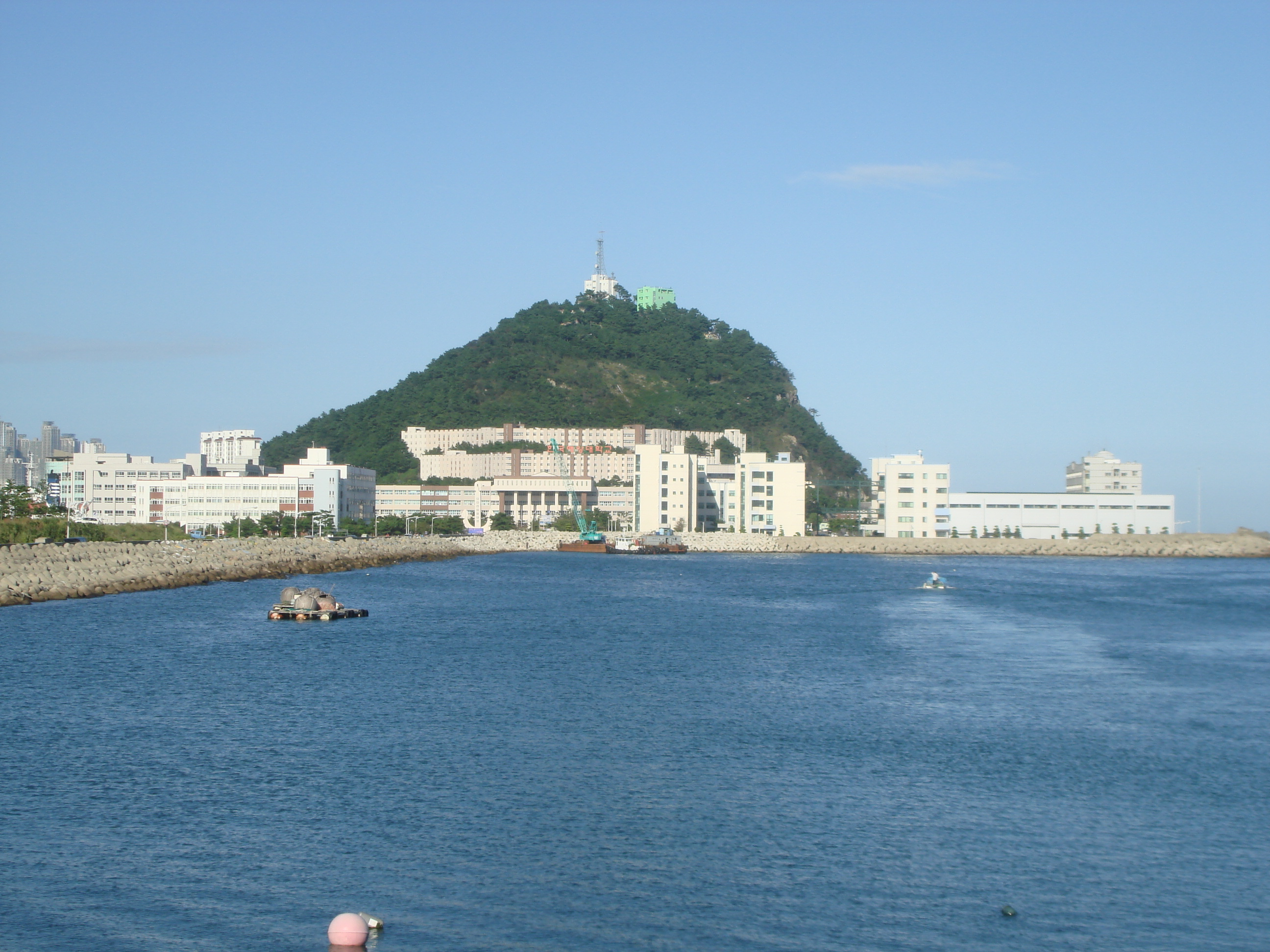
韓國海洋大學